# Рид, Джей Ар
Херман «Джей Ар» Рид младший (англ. Herman "J. R." Reid, Jr.; родился 31 марта 1968 года, Верджиния-Бич, штат Виргиния, США) — американский профессиональный баскетболист и тренер.

## Ранние годы
Джей Ар Рид родился в городе Верджиния-Бич (штат Виргиния), учился в Верджинской школе Кемпсвилл, в которой играл за местную баскетбольную команду, а в 1986 году стал лауреатом приза Gatorade лучшему баскетболисту года среди старшеклассников. В 1989 году окончил Университет Северной Каролины в Чапел-Хилл, где в течение трёх лет играл за команду «Северная Каролина Тар Хилз», в которой провёл успешную карьеру, набрав в итоге 1552 очка и 731 подбор, к тому же два раза помогал выиграть своей команде регулярный чемпионат конференции Атлантического Побережья (1987—1988) и один раз — турнир конференции Атлантического Побережья (1989).

## Карьера игрока
Играл на позиции тяжёлого форварда и центрового. В 1989 году был выбран на драфте НБА под 5-м номером командой «Шарлотт Хорнетс». Позже выступал за команды «Сан-Антонио Спёрс», «Нью-Йорк Никс», «Париж Баскет Расинг», «Лос-Анджелес Лейкерс», «Милуоки Бакс», «Кливленд Кавальерс», «Страсбур» и «Балонсесто Леон». Всего в НБА провёл 11 сезонов. В 1990 году включался в 2-ю сборную новичков НБА. В 1986 году стал мистером баскетбол США, а также признавался баскетболистом года среди старшеклассников по версии USA Today. В 1988 году включался в 1-ю всеамериканскую сборную NCAA. Всего за карьеру в НБА сыграл 672 игры, в которых набрал 5680 очков (в среднем 8,5 за игру), сделал 3381 подбор, 639 передач, 514 перехватов и 264 блок-шота.

## Карьера в сборной США
В 1988 году стал в составе сборной США бронзовым призёром летних Олимпийских игр в Сеуле.

## Тренерская карьера
22 ноября 2011 года Джей Ар Рид устроился на должность ассистента главного тренера в команду общественного колледжа Патрика Генри, на которой работает и в настоящее время.

## Статистика

### Статистика в НБА
| Сезон                                                                                    | Команда     | Регулярный сезон | Регулярный сезон | Регулярный сезон | Регулярный сезон | Регулярный сезон | Регулярный сезон | Регулярный сезон | Регулярный сезон | Регулярный сезон | Регулярный сезон | Регулярный сезон | Серия плей-офф | Серия плей-офф | Серия плей-офф | Серия плей-офф | Серия плей-офф | Серия плей-офф | Серия плей-офф | Серия плей-офф | Серия плей-офф | Серия плей-офф | Серия плей-офф |
| Сезон                                                                                    | Команда     | GP               | GS               | MPG              | FG%              | 3P%              | FT%              | RPG              | APG              | SPG              | BPG              | PPG              | GP             | GS             | MPG            | FG%            | 3P%            | FT%            | RPG            | APG            | SPG            | BPG            | PPG            |
| ---------------------------------------------------------------------------------------- | ----------- | ---------------- | ---------------- | ---------------- | ---------------- | ---------------- | ---------------- | ---------------- | ---------------- | ---------------- | ---------------- | ---------------- | -------------- | -------------- | -------------- | -------------- | -------------- | -------------- | -------------- | -------------- | -------------- | -------------- | -------------- |
| 1989/90                                                                                  | Шарлотт     | 82               | 82               | 33,6             | 44,0             | 0,0              | 66,4             | 8,4              | 1,2              | 1,1              | 0,7              | 11,1             | Не участвовал  | Не участвовал  | Не участвовал  | Не участвовал  | Не участвовал  | Не участвовал  | Не участвовал  | Не участвовал  | Не участвовал  | Не участвовал  | Не участвовал  |
| 1990/91                                                                                  | Шарлотт     | 80               | 80               | 30,8             | 46,6             | 0,0              | 70,3             | 6,3              | 1,1              | 1,1              | 0,6              | 11,3             | Не участвовал  | Не участвовал  | Не участвовал  | Не участвовал  | Не участвовал  | Не участвовал  | Не участвовал  | Не участвовал  | Не участвовал  | Не участвовал  | Не участвовал  |
| 1991/92                                                                                  | Шарлотт     | 51               | 7                | 24,6             | 49,0             | 0,0              | 70,5             | 6,2              | 1,6              | 1,0              | 0,5              | 11,0             | Не участвовал  | Не участвовал  | Не участвовал  | Не участвовал  | Не участвовал  | Не участвовал  | Не участвовал  | Не участвовал  | Не участвовал  | Не участвовал  | Не участвовал  |
| 1992/93                                                                                  | Шарлотт     | 17               | 1                | 17,4             | 42,9             | 0,0              | 74,1             | 4,1              | 1,4              | 0,6              | 0,3              | 7,5              | Не участвовал  | Не участвовал  | Не участвовал  | Не участвовал  | Не участвовал  | Не участвовал  | Не участвовал  | Не участвовал  | Не участвовал  | Не участвовал  | Не участвовал  |
| 1992/93                                                                                  | Сан-Антонио | 66               | 24               | 24,1             | 48,5             | 0,0              | 77,0             | 5,8              | 0,8              | 0,5              | 0,4              | 9,9              | 10             | 2              | 22,0           | 48,3           | 0,0            | 77,1           | 5,0            | 1,5            | 0,8            | 0,8            | 8,5            |
| 1993/94                                                                                  | Сан-Антонио | 70               | 11               | 19,2             | 49,1             | 0,0              | 69,9             | 3,1              | 1,0              | 0,6              | 0,4              | 9,0              | 4              | 0              | 14,0           | 28,6           | 0,0            | 60,0           | 3,0            | 0,8            | 0,3            | 0,5            | 3,8            |
| 1994/95                                                                                  | Сан-Антонио | 81               | 37               | 19,3             | 50,8             | 50,0             | 68,7             | 4,9              | 0,7              | 0,7              | 0,4              | 7,0              | 15             | 2              | 13,3           | 51,0           | 0,0            | 83,8           | 2,5            | 0,5            | 0,5            | 0,3            | 5,5            |
| 1995/96                                                                                  | Сан-Антонио | 32               | 5                | 20,1             | 43,9             | 0,0              | 73,6             | 3,8              | 0,4              | 0,8              | 0,3              | 6,5              | Не участвовал  | Не участвовал  | Не участвовал  | Не участвовал  | Не участвовал  | Не участвовал  | Не участвовал  | Не участвовал  | Не участвовал  | Не участвовал  | Не участвовал  |
| 1995/96                                                                                  | Нью-Йорк    | 33               | 16               | 20,3             | 55,0             | 0,0              | 78,2             | 4,0              | 0,8              | 0,5              | 0,2              | 6,6              | 1              | 0              | 7,0            | 100,0          | 0,0            | 0,0            | 1,0            | 1,0            | 0,0            | 0,0            | 2,0            |
| 1997/98                                                                                  | Шарлотт     | 79               | 1                | 14,0             | 45,9             | 37,5             | 73,0             | 2,7              | 0,6              | 0,4              | 0,2              | 4,9              | 9              | 0              | 12,7           | 39,3           | 0,0            | 80,0           | 2,2            | 0,2            | 0,3            | 0,2            | 3,3            |
| 1998/99                                                                                  | Шарлотт     | 16               | 16               | 34,8             | 52,1             | 0,0              | 79,8             | 7,1              | 1,6              | 1,4              | 0,6              | 15,2             | Не участвовал  | Не участвовал  | Не участвовал  | Не участвовал  | Не участвовал  | Не участвовал  | Не участвовал  | Не участвовал  | Не участвовал  | Не участвовал  | Не участвовал  |
| 1998/99                                                                                  | Лейкерс     | 25               | 10               | 18,9             | 40,7             | 0,0              | 71,7             | 4,0              | 0,9              | 0,6              | 0,0              | 5,0              | 8              | 8              | 22,3           | 35,7           | 0,0            | 75,0           | 5,3            | 0,4            | 0,5            | 0,6            | 3,3            |
| 1999/00                                                                                  | Милуоки     | 34               | 7                | 17,7             | 41,7             | 14,3             | 76,8             | 3,4              | 0,5              | 0,6              | 0,1              | 4,4              | Не участвовал  | Не участвовал  | Не участвовал  | Не участвовал  | Не участвовал  | Не участвовал  | Не участвовал  | Не участвовал  | Не участвовал  | Не участвовал  | Не участвовал  |
| 2000/01                                                                                  | Кливленд    | 6                | 0                | 6,5              | 40,0             | 0,0              | 75,0             | 1,3              | 0,2              | 0,3              | 0,2              | 1,7              | Не участвовал  | Не участвовал  | Не участвовал  | Не участвовал  | Не участвовал  | Не участвовал  | Не участвовал  | Не участвовал  | Не участвовал  | Не участвовал  | Не участвовал  |
|                                                                                          | Всего       | 672              | 297              | 22,9             | 47,2             | 13,5             | 71,6             | 5,0              | 1,0              | 0,8              | 0,4              | 8,5              | 47             | 12             | 16,5           | 43,9           | 0,0            | 78,9           | 3,4            | 0,7            | 0,5            | 0,4            | 5,1            |
| Наведите курсор мыши на аббревиатуры в заголовке таблицы, чтобы прочесть их расшифровку. |             |                  |                  |                  |                  |                  |                  |                  |                  |                  |                  |                  |                |                |                |                |                |                |                |                |                |                |                |